# 黃琮 (萬曆進士)
黃琮（1552年—1640年），字思元，號玉田，又号侣石山人，廣東潮州府饶平县大埕镇上黄村人，竈籍，原籍海阳县人，明朝政治人物，同进士出身。

## 生平
黃琮是萬曆十年（1582年）壬午科廣東鄉試舉人，萬曆二十六年（1598年），黃琮考上戊戌科进士，吏部觀政，二十八年授大理寺評事，三十一年升左寺副，三十二年升寺正，本年擔任饶州府知府，藩邸骄横，悉绳以法，诸宗室哗於堂，琮申请罢官，父老强之，视事未几，抚按手谕嘉其直，三十五年調任临江府知府，三十七年正月升任云南提学副使，四十二年二月出任福建右参政兼佥事，之後又出任福建按察使，四十四年三月升任福建右布政使，分巡福宁道，四十六年四月轉任左布政，四十七年考察去職。

## 家族
曾祖黄保。祖父黄允德，贈通奉大夫福建左布政使。父黄凤兴，贈通奉大夫福建左布政使。堂弟黃錦，天啓二年壬戌進士。黄琮有子黄鹤龄，字德甫，号心玉，泰昌元年（1620年）恩贡生，曾任滁州知州。